# Kiiko Watanabe
Kiiko Watanabe (jap. 渡辺 妃生子, Watanabe Kiiko; * um 1935) ist eine ehemalige japanische Tischtennisspielerin. Sie gewann bei Weltmeisterschaften mehrere Medaillen.
1953 erreichte Watanabe bei den Asienmeisterschaften im Einzel und Doppel das Endspiel. Von 1954 bis 1957 wurde sie viermal für Weltmeisterschaften nominiert. Dabei gewann sie 1954 und 1957 Gold mit dem japanischen Damenteam. Silber holte sie 1955 mit der Mannschaft sowie 1956 im Einzel hinter Tomi Ōkawa und im Doppel mit Fujie Eguchi.
Auf einem anlässlich der WM am 2. April 1956 erschienenen Ersttagsbrief ist Watanabe abgebildet.

## Turnierergebnisse
| Verband | Veranstaltung           | Jahr | Ort       | Land | Einzel     | Doppel        | Mixed         | Team |
| ------- | ----------------------- | ---- | --------- | ---- | ---------- | ------------- | ------------- | ---- |
| JPN     | Asienmeisterschaft TTFA | 1953 | Tokio     | JPN  | Silber     | Silber        |               |      |
| JPN     | Weltmeisterschaft       | 1957 | Stockholm | SWE  | Halbfinale | Viertelfinale | Viertelfinale | 1    |
| JPN     | Weltmeisterschaft       | 1956 | Tokio     | JPN  | Silber     | Silber        | Viertelfinale | 3    |
| JPN     | Weltmeisterschaft       | 1955 | Utrecht   | NED  | Halbfinale | Halbfinale    | Viertelfinale | 2    |
| JPN     | Weltmeisterschaft       | 1954 | Wembley   | ENG  | letzte 64  | Halbfinale    | letzte 16     | 1    |